# 木斯岛
木斯岛，哈萨克语直译为“冰山”，位于新疆维吾尔自治区伊犁哈萨克自治州阿勒泰地区与塔城地区交界的萨吾尔山。萨吾尔山横贯中哈两国，木斯岛系该山西部最高峰。木斯岛主峰海拔3835米（1983年），發育有现代冰川，坡降较小且平缓，终年积雪不化。山体多为石质，阳坡长有落叶松，为天然林。
该山由于海拔高，3200米以上为终年积雪带；3000－3200米间为剥蚀平台，古冰川作用明显；2000－3000米之间为中山带，其间有第二剥蚀面，水流充足，土地肥沃，牧草生长旺盛，气候凉爽，为亚乌山甸和草甸草原。（出自《吉木乃县地名图志》）

## 生物
山区野生动物种类繁多，已知兽类有松鼠、麝鼠、猞狸、紫貂、野猪、黄羊、大头羊、狼、雪豹、红狐、草狐、沙狐、艾虎、獾猪、刺猬、草兔、旱獭等；飞禽类有雪鸡、沙鸡、野鸡、猫头鹰、大鹰等。